# Carlo Emanuele Madruzzo
Charles Emmanuel Madrus (italianisé en Carlo Emanuele Madruzzo) né dans le château d'Issogne, en Vallée d'Aoste, le 7 novembre 1599, mort à Trente le 15 décembre 1658, fut  8e comte de Challant, de 1614 à 1658, et prince-évêque de Trente de 1629 à 1658.

## Origine
Charles Emmanuel Madrus est le fils d'Emmanuel-Charles Madrus 7e comte de Challant et de son épouse Emmanuelle-Philiberte de Seyssel-La Chambre. Il nait dans le château familial d'Issogne, en Vallée d'Aoste, et il est tenu sur les fonts baptismaux par le duc Charles-Emmanuel Ier de Savoie qui lui donne son prénom. Il succède à son père comme 8e comte de Challant en 1614.
Il choisit néanmoins faire une carrière ecclésiastique et le 2 juillet 1622 il est désigné comme coadjuteur de son oncle le cardinal-évêque Charles Gaudence Madrus. Cette promotion est confirmée par la papauté le 24 août 1622. Le même jour il est promu évêque titulaire d'Auréliopolis-en-Asie (de). Il est ordonné prêtre le 28 octobre 1627 à Trente avant d'être consacré évêque du même siège le 30 octobre 1627 par son oncle le Prince-Évêque Charles Gaudence Madrus, cardinal-évêque au titre de Sabine, assisté par Jacopo Roveglio évéque de Feltre et l'évêque Jesse Perkhofer. Le 14 août 1629, il succède à son oncle comme Prince-évêque de Trente et il prend possession de son siège le 21 mai 1630. En 1639, il devient prévôt commendataire du couvent Saint-Gilles de Verrès, bénéfice qu'il cède aux chanoines de la Congrégation de Notre-Sauveur en 1647.
Il meurt à Trente le 15 décembre 1658, il est le dernier des quatre évêques successifs de sa famille qui ont été à la tête du siège depuis 1539 et le seul à ne pas savoir obtenu la pourpre cardinalice du fait du scandale provoqué par ses tentatives de faire reconnaître par le Curie romaine les relations maritales qu'il entretenait avec Claudia Particella.
Avec lui s'éteint la famille de Madrus, le comté de Challant passe à lors à Henri († 1669), marquis de Lenoncourt, le fils de sa cousine germaine Charlotte-Chrétienne de Madrus († 1669) épouse de Charles marquis de Lenoncourt en Lorraine.

## Sources
- (en) Catholic Hierachy.org Carlo Emanuele von Madruzzo.
- Abbé Joseph-Marie Henry, Histoire populaire religieuse et civile de la Vallée d’Aoste, Aoste, Imprimerie Marguerettaz, 1929, réédition en 1967.
- (it) Enciclopedia Treccani article de  Rotraud Becker : Carlo Emanuele Madruzzo Consulté le 9 juin 2014.